# Прапор Княжичів (Фастівський район)
Прапор Княжичів — один з офіційних символів села Княжичі, Києво-Святошинського району Київської області.
Затверджений 4 квітня 2007 року рішенням № 3 5-ї сесії Княжицької сільської ради 5-го скликання.
Автори проекту герба — Андрій Гречило та Сергій Лисенко.

## Історія
Для поселення було розроблено новий сучасний символ.

## Опис
Квадратне полотнище, яке складається з трьох горизонтальних смуг — синьої, чорної та білої (співвідношення їх ширин рівне 2:1:1), на верхній синій 2 жовті 8-променеві зірки, чорна та біла смуги розділені хвилясто.

## Зміст
Прапор побудований на основі символіки герба поселення. Дві зірки є символом постійності і стабільності. 
Квадратна форма полотнища відповідає усталеним вимогам для муніципальних прапорів (прапорів міст, селищ і сіл).